# Греттштадт
Греттштадт (нім. Grettstadt) — громада в Німеччині, розташована в землі Баварія. Підпорядковується адміністративному округу Нижня Франконія. Входить до складу району Швайнфурт.
Площа — 34,93 км2. Населення становить 4275 ос. (станом на 31 грудня 2020).